# Chihuahua kormányzóinak listája

Chihuahua állam elhelyezkedése Mexikóban

A mexikói Chihuahua állam 1824-ben jött létre, az állam élén egyetlen kormányzó áll. A jelenlegi szabályok szerint a kormányzót 6 évre választják, mandátuma október 4-én kezdődik, és hat év múlva, október 3-án ér véget. Egy kormányzó semmilyen körülmények között nem választható újra. Az államot eddig irányító kormányzók a következők voltak:
| Időszak   | Kép | Kormányzó                     | Párt |
| --------- | --- | ----------------------------- | ---- |
| 1825      |     | José Ignacio de Urquidi       |      |
| 1838      |     | Mariano Orcasitas             |      |
| 1838–1839 |     | Simón Elías González          |      |
| 1839      |     | José María Irigoyen de la O   |      |
| 1839      |     | José María Irigoyen Rodríguez |      |
| 1839–1840 |     | José María Irigoyen de la O   |      |
| 1840      |     | Pedro Olivares Nájera         |      |
| 1840–1842 |     | Francisco García Conde        |      |
| 1842–1845 |     | Mariano Monterde              |      |
| 1852–1856 |     | José Cordero y Ponce De León  |      |
| 1845      |     | Luis Zuloaga Trillo           |      |
| 1865      |     | Manuel Ojinaga                |      |
| 1877      |     | José Eligio Muñoz             |      |
| 1877      |     | Pedro Hinojosa                |      |
| 1877–1879 |     | Ángel Trías Ochoa             |      |
| 1879–1880 |     | Luis Terrazas                 |      |
| 1880      |     | Gabriel Aguirre del Hierro    |      |
| 1880–1881 |     | Luis Terrazas                 |      |
| 1881      |     | Mariano Samaniego             |      |
| 1881–1882 |     | Luis Terrazas                 |      |
| 1882–1883 |     | Mariano Samaniego             |      |
| 1883–1884 |     | Luis Terrazas                 |      |
| 1884      |     | Ramón Cuéllar Aranda          |      |
| 1884      |     | Luis Terrazas                 |      |
| 1884      |     | Celso González Esquivel       |      |
| 1884      |     | Carlos Pacheco Villalobos     |      |
| 1884–1885 |     | Carlos Fuero                  |      |
| 1885–1887 |     | Félix Francisco Maceyra       |      |
| 1887      |     | Carlos Pacheco Villalobos     |      |
| 1887–1888 |     | Lauro Carrillo                |      |
| 1892      |     | Rafael Pimentel               |      |
| 1892–1896 |     | Miguel Ahumada                |      |
| 1896–1900 |     | Miguel Ahumada                |      |
| 1900–1903 |     | Miguel Ahumada                |      |
| 1903      |     | Joaquín Cortázar              |      |
| 1903–1904 |     | Luis Terrazas                 |      |
| 1904–1906 |     | Enrique C. Creel              |      |
| 1906–1907 |     | José María Sánchez            |      |
| 1907–1910 |     | Enrique C. Creel              |      |
| 1910      |     | José María Sánchez            |      |
| 1910–1911 |     | Alberto Terrazas Cuilty       |      |
| 1911      |     | Miguel Ahumada                |      |
| 1911      |     | Abraham González              |      |
| 1911–1912 |     | Aureliano L. González         |      |
| 1912      |     | Abraham González              |      |
| 1912      |     | Felipe R. Gutiérrez           |      |
| 1912–1913 |     | Abraham González              |      |
| 1913      |     | Antonio Rábago                |      |
| 1913      |     | Salvador R. Mercado           |      |
| 1913–1914 |     | Pancho Villa                  |      |
| 1914      |     | Manuel Chao                   |      |
| 1914      |     | Fidel Ávila                   |      |
| 1914      |     | Silvestre Terrazas            |      |
| 1914–1915 |     | Fidel Ávila                   |      |
| 1915      |     | Silvestre Terrazas            |      |
| 1915–1916 |     | Ignacio C. Enríquez           |      |
| 1916      |     | Francisco L. Treviño          |      |
| 1916–1917 |     | Arnulfo González              |      |
| 1917      |     | Enrique Alcalá                |      |
| 1917–1918 |     | Arnulfo González              |      |
| 1918      |     | Manuel Herrera Marmolejo      |      |
| 1918      |     | Arnulfo González              |      |
| 1918      |     | Ignacio C. Enríquez           |      |
| 1918      |     | Ramón Gómez y Salas           |      |
| 1918      |     | Ignacio C. Enríquez           |      |
| 1918–1919 |     | Andrés Ortiz Arriola          |      |
| 1919      |     | Melquiades Angulo             |      |
| 1919      |     | Andrés Ortiz Arriola          |      |
| 1919      |     | Melquiades Angulo             |      |
| 1919      |     | Andrés Ortiz Arriola          |      |
| 1919      |     | Melquiades Angulo             |      |
| 1919–1920 |     | Andrés Ortiz Arriola          |      |
| 1920      |     | Melquiades Angulo             |      |
| 1920      |     | Andrés Ortiz Arriola          |      |
| 1920      |     | Melquiades Angulo             |      |
| 1920      |     | Emilio Salinas                |      |
| 1920      |     | Alfonso Gómez Luna            |      |
| 1920      |     | Abel S. Rodríguez             |      |
| 1920      |     | Tomás Gameros                 |      |
| 1920      |     | Abel S. Rodríguez             |      |
| 1920–1921 |     | Ignacio C. Enríquez           |      |
| 1921      |     | Efrén Valdéz                  |      |
| 1921      |     | Ignacio C. Enríquez           |      |
| 1921      |     | Rómulo Alvelais               |      |
| 1921      |     | Ignacio C. Enríquez           |      |
| 1921      |     | Pedro S. Olivas               |      |
| 1921–1923 |     | Ignacio C. Enríquez           |      |
| 1923      |     | Rómulo Alvelais               |      |
| 1923      |     | José Acosta Rivera            |      |
| 1923      |     | Ignacio C. Enríquez           |      |
| 1923      |     | José Acosta Rivera            |      |
| 1923      |     | Ignacio C. Enríquez           |      |
| 1923      |     | Rómulo Alvelais               |      |
| 1923      |     | Ignacio C. Enríquez           |      |
| 1923–1924 |     | Reinaldo Talavera             |      |
| 1924      |     | Ignacio C. Enríquez           |      |
| 1924      |     | Reinaldo Talavera             |      |
| 1924      |     | Vicente N. Mendoza            |      |
| 1924      |     | Reinaldo Talavera             |      |
| 1924      |     | Jesús Antonio Almeida         |      |
| 1924      |     | Vicente N. Mendoza            |      |
| 1924–1925 |     | Jesús Antonio Almeida         |      |
| 1925      |     | Vicente N. Mendoza            |      |
| 1925      |     | Jesús Antonio Almeida         |      |
| 1925      |     | Jorge M. Cárdenas             |      |
| 1925–1926 |     | Jesús Antonio Almeida         |      |
| 1926      |     | Mariano Guillén               |      |
| 1926–1927 |     | Jesús Antonio Almeida         |      |
| 1927      |     | Manuel Mascareñas             |      |
| 1927–1928 |     | Fernando Orozco               |      |
| 1928–1929 |     | Marcelo Caraveo               | PNR  |
| 1929      |     | Luis L. León                  | PNR  |
| 1929      |     | Francisco R. Almada           | PNR  |
| 1929      |     | Luis L. León                  | PNR  |
| 1929–1930 |     | Francisco R. Almada           | PNR  |
| 1930      |     | Rómulo Escobar Zerman         | PNR  |
| 1930      |     | Francisco R. Almada           | PNR  |
| 1930      |     | Andrés Ortiz Arriola          | PNR  |
| 1930      |     | Pascual García                | PNR  |
| 1930      |     | Andrés Ortiz Arriola          | PNR  |
| 1930      |     | Pascual García                | PNR  |
| 1930–1931 |     | Andrés Ortiz Arriola          | PNR  |
| 1931      |     | Pascual García                | PNR  |
| 1931      |     | Andrés Ortiz Arriola          | PNR  |
| 1931      |     | Pascual García                | PNR  |
| 1931      |     | Andrés Ortiz Arriola          | PNR  |
| 1931      |     | Pascual García                | PNR  |
| 1931      |     | Andrés Ortiz Arriola          | PNR  |
| 1931      |     | Pascual García                | PNR  |
| 1931      |     | Andrés Ortiz Arriola          | PNR  |
| 1931–1932 |     | Roberto Fierro Villalobos     | PNR  |
| 1932      |     | Eduardo Salido                | PNR  |
| 1932–1936 |     | Rodrigo M. Quevedo            | PNR  |
| 1936–1940 |     | Gustavo L. Talamantes         | PRM  |
| 1940–1944 |     | Alfredo Chávez                | PRM  |
| 1944–1950 |     | Fernando Foglio Miramontes    | PRM  |
| 1950–1955 |     | Óscar Soto Maynez             | PRI  |
| 1955–1956 |     | Jesús Lozoya Solís            | PRI  |
| 1956–1962 |     | Teófilo Borunda               | PRI  |
| 1962–1968 |     | Práxedes Giner Durán          | PRI  |
| 1968–1974 |     | Oscar Flores Sánchez          | PRI  |
| 1974–1980 |     | Manuel Bernardo Aguirre       | PRI  |
| 1980–1985 |     | Óscar Ornelas Küchlé          | PRI  |
| 1985–1986 |     | Saúl González Herrera         | PRI  |
| 1986–1992 |     | Fernando Baeza Meléndez       | PRI  |
| 1992–1998 |     | Francisco Barrio Terrazas     | PAN  |
| 1998–2004 |     | Patricio Martínez García      | PRI  |
| 2004–2010 |     | José Reyes Baeza Terrazas     | PRI  |
| 2010–2016 |     | César Duarte Jáquez           | PRI  |
| 2016–2021 |     | Javier Corral Jurado          | PAN  |
| 2021–2027 |     | María Eugenia Campos Galván   | PAN  |